# Svensk Maskinprovning
SMP Svensk Maskinprovning AB, tidigare Rise SMP Svensk Maskinprovning är ett svenskt konsultföretag som utför besiktning, provning, certifiering samt maskin- och miljösäkerhet. Det var 1996-2016 varit ett dotterbolag till SP Sveriges Tekniska Forskningsinstitut, tidigare Sveriges Provnings- och Forskningsinstitut AB, och är sedan 2023 ett dotterföretag till Bilprovningen AB.

## Historia
Verksamheten startades 1897 i Alnarp under namnet Statens maskinprovningar efter ett önskemål och en startdonation på 100 000 kronor av Gustaf de Laval 1896. Genom att utprova jordbruksmaskiner av olika slag blev verksamheten mycket betydelsefull för det svenska jordbruket och SMP provningsintyg blev med tiden välkända begrepp i samband med mekaniseringen av svenska jordbruket och entreprenadbranschen. Man provade bland annat traktorer, jordbruksredskap, draganordningar, förarsäten och maskinhytter. 
Fram till Sveriges inträde i den Europeiska Unionen hade SMP ett statligt monopol på provning och besiktning. 
Idag är SMP Svensk Maskinprovning ett ackrediterat tredjeparts organ av Swedac för lyftanordningar där de utför runt 80% av all besiktning av entreprenadmaskiner. Rise SMP har totalt ett 60-tal anställda. Företaget har besiktningsingenjörer över hela landet. Certifieringsenheten finns i Uppsala. Provningslaboratorier finns i Alnarp och i Umeå.
Huvudkontoret ligger i anslutning till Sveriges lantbruksuniversitet i Alnarp i Lomma, där verksamheten också startade 1897.

## Namnbyte och omorganisation
1 juli 1995 omorganiserades man till ett bolag med namnet Svensk Maskinprovning AB. 2017 blev bolaget en del av Rise och tog bort Tre Kronor-logotypen och bytte namn till Rise SMP Svensk Maskinprovning. 1 juni 2023 sålde Rise AB SMP till Bilprovningen AB och blev därmed dotterbolag; med sitt gamla namn och logotyp tillbaka.